# The Idiot Box (serie de televisión)
The Idiot Box es una serie de televisión estadounidense de comedia creada por Alex Winter , Tom Stern y Tim Burns , que se emitió en MTV en 1991.
Después del éxito de Bill & Ted , MTV contrató a Winter, Stern y Burns para desarrollar un programa de comedia de sketches de media hora para la cadena.  Como el canal todavía estaba estrictamente orientado a la música en ese momento, The Idiot Box era principalmente un escaparate de videos musicales populares , pero con una serie de bocetos, comerciales falsos y parodias que se mostraban en el medio. Por lo tanto, aunque un episodio duró 30 minutos, solo hubo entre 7 y 11 minutos de bocetos.
Inspirado en gran medida por los gustos de la revista Mad y Monty Python's Flying Circus , el humor en The Idiot Box estaba enraizado en el absurdo y la payasada violenta , a menudo en forma de parodias de televisión y películas y comerciales para programas de televisión falsos (como "Mumford the Yodeling Mutt" y "¿Quién es un idiota total? con Tony Danza " ). Cada episodio terminaría con un resumen de Max Headroom -esque VOTAR, "el futuro de la televisión anunciando", ya que criticaría cada uno de los bocetos del episodio y ocasionalmente citaría líneas de canciones de la nueva ola .
Winter, Stern y Burns optaron por detener la producción después de seis episodios y, en cambio, aceptaron un contrato bien remunerado con 20th Century Fox para escribir y dirigir su propia película. El resultado fue Freaked de 1993 , que presentaba el mismo tipo de humor que The Idiot Box .

## Personajes y bocetos recurrentes
- - Eddie el Gimp volador del espacio exterior[10][11]
- Una parodia de las comedias de situación de la década de 1950, Eddie the Flying Gimp (Invierno) es, como su nombre lo indica, un gimp volador que bajó del espacio exterior para vivir con la familia Knudsen relativamente normal (cuyo patriarca fue interpretado por John Hawkes ) y ayudar a resolver sus problemas cotidianos, incluido el asesinato del matón de la escuela y enseñar sin éxito a volar al niño Knudsen. Se hace referencia a Eddie en la primera línea de Freaked , donde un presentador de noticias anuncia que "el gimp volador ha sido destruido" y que las personas pueden regresar a sus hogares de manera segura.
  - Trismo
- Una parodia de los programas policiales de la década de 1970, Lockjaw (Stern) es un duro policía callejero que un día pisa un clavo oxidado. Al no poder vacunarse contra el tétanos , queda atrapado en un estado permanente de bloqueo de mandíbula . Cada episodio trata sobre su creciente frustración por no poder hablar de manera inteligible. Los "créditos iniciales" de cada boceto presentan al músico Flea interpretando a un criminal.

"Si me saliera con la mía" de Willard Schreck
- Willard Schreck (Winter) es un empleado de una tienda de conveniencia adicto a la cafeína que usa la cámara de seguridad de su tienda para transmitir sus opiniones generalmente dementes, que incluyen hacer palitos de carne con kd lang y poner a los hippies a trabajar en las minas de sal. Ocasionalmente, Willard recibe la visita de una celebridad (imitadora), como Carol Channing y Sinéad O'Connor , la última de las cuales Willard atrapa tratando de robar carne seca. Su eslogan de despedida es "¡no te hagas el idiota!"
  - El obispo excavador
- "Sir" Albert Woodneck (Invierno) interpreta al personaje principal, un obispo murmurador que, junto con su compañero Falco el Payaso Sarcástico ( Lee Arenberg ), usa su sombrero cónico para excavar bajo tierra y realizar buenas obras, como salvar a niños atrapados en pozos y capturar prisioneros fugados.
  - La familia Higgins
- Una parodia de las comedias de situación familiares cursis de la década de 1980, The Huggins son una familia que siempre usa el amor, la comprensión y los abrazos para resolver sus muchos problemas, que van desde el alcoholismo de papá hasta la afinidad de su hijo Jared por extraer la sangre de los animales pequeños. Los niños Huggins fueron interpretados por Ricki Lake y Danny Cooksey .
  - Batalla de las Bandas
- Una parodia de cómo bandas de rock famosas se enfrentarían en un campo de fútbol, en su mayoría la tribu boo ya se enfrentaría a músicos y bandas famosas como Wilson Phillips y Jerry García y saldrían victoriosos con Alex como árbitro

## Lanzamiento de DVD
Winter y Stern expresaron su deseo de lanzar The Idiot Box en DVD , pero al parecer tuvieron problemas con MTV . Según una entrevista con Winter:
"Lo estoy solicitando en este momento. He estado tratando de que MTV lo haga durante años y es simplemente imposible. Hay tanta burocracia allí. No creo que haya nadie que se oponga, pero simplemente puedo". "No sacar a nadie de su trasero y realmente lidiar con eso. Pero espero que pronto. Hubo un momento en que Anchor Bay realmente iba a tener todo eso en el DVD Freaked y luego, en el último minuto, MTV cambió de opinión."
En una proyección de Freaked en Los Ángeles en 2009 , Winter explicó que una gran parte de la vacilación de MTV para lanzar el programa es la corta duración de los episodios, que, cuando se combinan, registran poco menos de 60 minutos de material.
Se creó una petición en Internet para obtener The Idiot Box en DVD y desde entonces ha acumulado más de 1000 firmas. Los seis episodios están actualmente disponibles para verlos en YouTube , junto con un comercial poco común y un video "Lo mejor de", subido por el sitio web oficial de Winter and Stern. En la entrevista del vigésimo aniversario de su álbum Nevermind en Sirius XM, los miembros restantes de la banda Nirvana recordaron que Kurt Cobain era fanático del programa.

## Recepción
Según IMDb los usuarios dieron críticas positivas del programa de MTV. El 26 de febrero de 2020, la revista estadounidense Rolling Stone puso a The Idiot Box como uno de los 40 mejores programas de televisión de comedia de sketches de todos los tiempos.